# Adalberon III. od Luksemburga
Adalberon III. od Luksemburga (o. 1010. – 13. studenog 1072.) bio je njemački plemić; grof Luksemburga te biskup Metza. Bio je treći sin grofa Fridrika od Luksemburga te brat grofa Giselberta. Godine 1047., Adalberon je naslijedio svog strica, Dietricha II., na mjestu biskupa Metza, a isticao se pobožnošću, obrazovanjem, mudrim pristupom prema stvarima važnim za biskupiju te političkim utjecajem.
Bio je učitelj Brune od Egisheim-Dagsburga, koji je postao biskup Toula 1026. Bruno je 1049. postao papa Lav IX.
Adalberon je bio nazočan na koncilu u Rimu 1050., na kojem je kanoniziran biskup Gérard od Toula.